# Kurt Dahlmann
Kurt Dahlmann (* 4. März 1918 in Königsberg; † 29. August 2017 in Baden-Baden) war ein deutscher Journalist. Er war Offizier in der Luftwaffe der Wehrmacht sowie Chefredakteur der Allgemeinen Zeitung in Namibia.

## Leben
Dahlmann trat 1937 in die Luftwaffe als Offiziersanwärter ein und wurde in der Luftkriegsschule 3 in Wildpark-Werder ausgebildet. Im August 1939 wurde er zum Leutnant ernannt, bevor er am 1. August 1940 zur III. Gruppe des Kampfgeschwaders 4 wechselte. Dort flog er in der Luftschlacht um England die Junkers Ju 88, einen zweimotorigen Bomber. Im Oktober erfolgte die Umbenennung seiner Einheit in die III. Gruppe des Kampfgeschwaders 30. Am 20. November 1941 erhielt er, nachdem er in Italien stationiert war, die italienische Tapferkeitsmedaille in Silber und am 19. Januar 1942 den Ehrenpokal der Luftwaffe. Am 8. Januar 1943 übernahm er als Oberleutnant die 9. Staffel des Kampfgeschwaders 30 als Staffelkapitän. Diese lag zu diesem Zeitpunkt im italienischen Comiso. Kurz darauf, am 15. Februar 1943, erwarb er sich das Deutsche Kreuz in Gold. Ab 11. Mai 1943 war er kurzzeitig im Reichsluftfahrtministerium eingesetzt, bevor er am 11. Juni Staffelkapitän der 1. Staffel des Schnellkampfgeschwaders 10 wurde. Nach seiner Beförderung zum Hauptmann am 1. Oktober 1943 übernahm er die I. Gruppe des Geschwaders als Gruppenkommandeur. Mit dieser lag er in Nordfrankreich und griff mit seiner Focke-Wulf Fw 190 in die Kämpfe bei der alliierten Landung in der Normandie ein. Am 1. Juni 1944 erfolgte seine Beförderung zum Major, bevor sich am 11. Juni 1944 die Auszeichnung mit dem Ritterkreuz des Eisernen Kreuzes anschloss. Am 20. Oktober wurde seine Einheit in III. Gruppe des Kampfgeschwaders 51 umbenannt. Am 31. Oktober 1944 erfolgte eine erneute Umbenennung in Nachtschlachtgruppe 10. Dahlmann blieb bis Kriegsende Gruppenkommandeur dieser Gruppe. Am 8. Januar 1945 erhielt er noch das Eichenlaub zum Ritterkreuz des Eisernen Kreuzes.
Nach dem Krieg studierte er Rechtswissenschaften an der Christian-Albrechts-Universität zu Kiel und legte 1949 das juristische Staatsexamen ab. Danach schlug er als Redakteur der Kieler Nachrichten jedoch eine journalistische Laufbahn ein. Im Jahre 1958 ging er nach Namibia und übernahm bei der Allgemeinen Zeitung, der einzigen deutschsprachigen Tageszeitung Afrikas, das Amt des Chefredakteurs. Aufgrund einer Kontroverse mit Diether Lauenstein, dem neuen Eigentümer der Zeitung, über die politische Ausrichtung der Zeitung wurde er 1978 entlassen. Die Allgemeine Zeitung hatte ab Mitte der 1970er Jahre unter Dahlmann für ein von Südafrika und dessen Apartheidspolitik unabhängiges Namibia plädiert und das allgemeine und freie Wahlrecht für alle Namibier gefordert. Die deutschsprachige Bevölkerung Namibias unterstützte diesen Kurs mehrheitlich. Lauenstein hingegen war auf der Seite der südafrika-freundlichen Minderheit; er übernahm die Chefredaktion zunächst selbst und versuchte die Zeitung rigoros auf einen Pro-Apartheid- und Anti-Unabhängigkeits-Kurs zu bringen.
Nachdem er in den 1980er-Jahren in den Ruhestand gegangen war, zog Kurt Dahlmann 1993 wegen einer Krebserkrankung nach Deutschland zurück. Seit 2001 lebte er in einer Einrichtung für betreutes Wohnen. Kurt Dahlmann starb am 29. August 2017 im Alter von 99 Jahren in Baden-Baden.

## Publikationen
- Mata mata mata! Tötet, tötet, tötet! Angola seit dem 15. März 1961. Allgemeine Zeitung, Windhoek 1961.
- als Mitautor: Vom Schutzgebiet bis Namibia 1884–1984. Interessengemeinschaft deutschsprachiger Südwester (IG), Windhoek 1985, ISBN 3-88746-112-6.